# 多哈地鐵
多哈地鐵（阿拉伯语：‎），為卡塔爾首都多哈的地鐵系統，於2019年5月8日通車。共計3條路線，全長約76公里，共37個車站。多哈地鐵會成為大卡塔爾鐵路網絡的一個重要部分，也是卡塔尔世界杯的配套工程，並與盧塞爾輕軌與客貨運的國鐵並行。多哈地鐵的列车行駛速度可達100公里/小時，為世界上最快的無人駕駛列車之一。

## 歷史
卡達於2022年舉辦世界盃足球賽，奢華的杜哈地鐵便是為此盛事而新建，耗費逾6600億新台幣建造，採用日本製車廂。

## 路線
多哈地鐵最終會有四條路線，由2019年起依次啟用 ，最終完工日期為2027年。紅線、綠線和金線以放射線形式在多哈市中心姆什爾布形成交匯，而藍線則以半環線行走。

杜哈地鐵路網圖

| 路線   | 路線           | 啟用日期       | 長度（公里） | 車站 | 終點站                         |
| ------ | -------------- | -------------- | ------------ | ---- | ------------------------------ |
|        | 紅線（海濱線） | 2019年5月8日   | 40           | 18   | 盧塞爾 哈馬德國際機場 瓦克拉   |
|        | 綠線（教育線） | 2019年12月10日 | 22           | 11   | 里法 曼蘇拉                    |
|        | 金線（歷史線） | 2019年11月21日 | 14           | 11   | Al Azizyah Ras Bu Aboud        |
|        | 藍線           | 預計2027年     | 17.5         | 14   | 哈馬德國際機場第2航廈 West bay |
| 總計： | 總計：         | 76             | 40           |      |                                |

## 外部連結
- 卡塔爾鐵路官方網站（页面存档备份，存于）